# Río Sherná

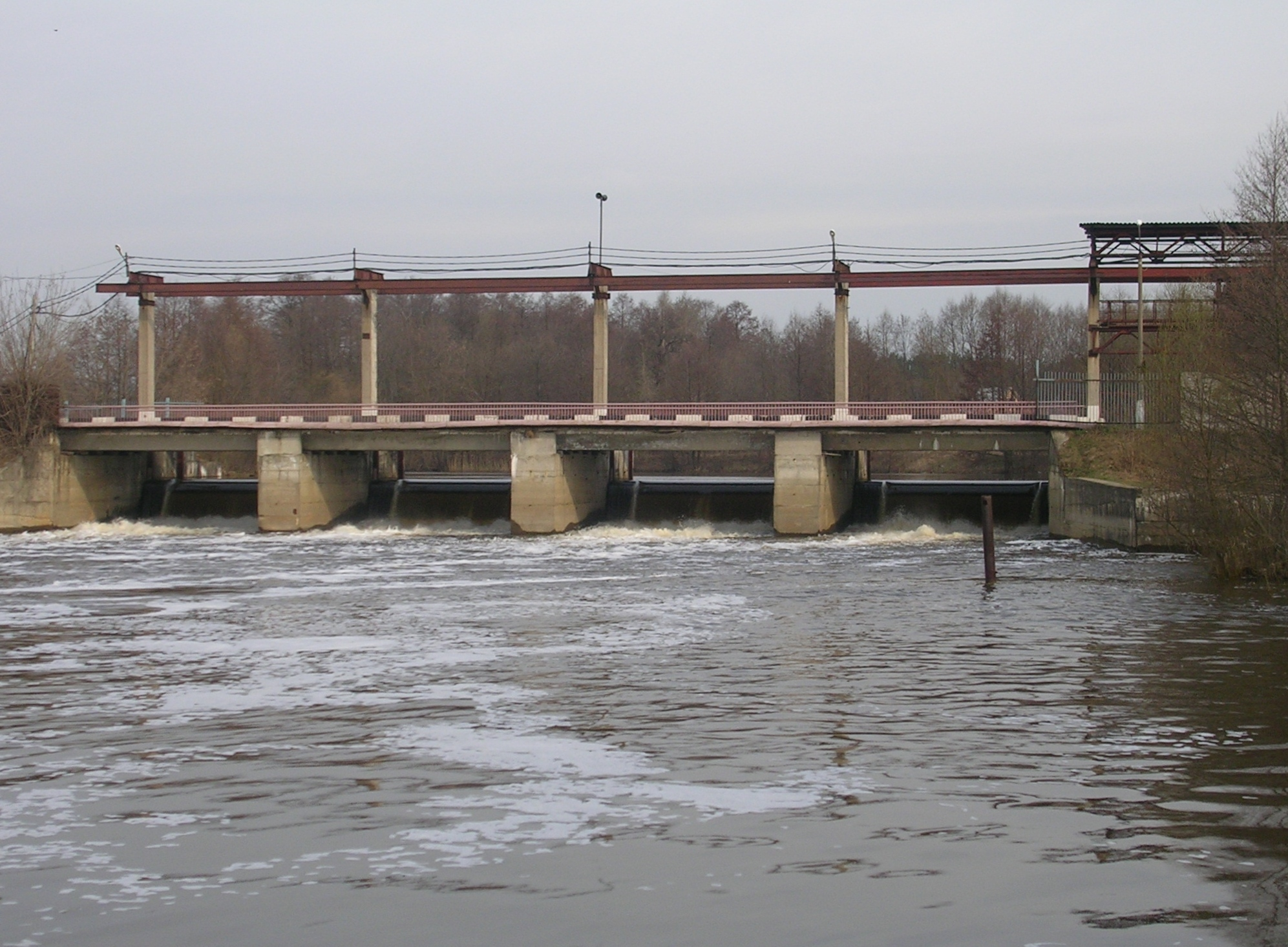
Presa sobre el río en Karaváyevo.

El río Sherná (del ruso: Шерна́) es un río de los óblasts de Moscú y Vladímir, afluente por la izquierda del río Kliazma, de la cuenca hidrográfica del Volga a través del Oká.
Nace la fusión de los ríos Molokcha y río Vondiga. Desemboca en el Kliazma cuatro kilómetros por debajo de Noginsk, cerca de Bolshoye Bunkovo.
A orillas del río se encuentran las localidades de Gorki, Pérshino, Alénino, Filípovskoye, Zareche, Timóshkino, Slédovo, Mamontovo, Kalitino, Karabánovo, Karaváyevo y Bogoslobo.
La longitud del río es de 89 km, con una anchura de 20-40 m, una profundidad media de 2 m, que en los remolinos puede alcanzar los 5 m. El área de la cuenca hidrográfica alcanza los 1.860 km².
Los afluentes principales del río son el Molokcha y el Seraya (que lo forman), el Koshinka, el Melioza, el Shirenka, el Kilenka, el Dubenka y algunos arroyos, como el Polovinka y el Borovaya.
Las orillas del río principalmente son en pendiente suave. El curso del río es fuertemente tortuoso. Las orillas están cubiertas por bosque mixto. Se distingue un área de relativamente alta velocidad, especialmente en el curso superior durante la crecida (hasta 1 m/s).